# Ананьев, Анатолий Андреевич
Анатолий Андреевич Ана́ньев (18 июля 1925, Аулие-Ата — 7 декабря 2001, Москва) — русский советский прозаик. Герой Социалистического Труда (1984). Член ВКП(б) с 1950 года.

## Биография
Родился 18 июля 1925 года в городе Аулие-Ата (ныне Тараз в Казахстане), где его отец служил в РККА. Вскоре отец был ранен в бою с басмачами, а после выздоровления демобилизовался и увёз семью к себе на родину, в село Рыково Бугульминского уезда (с 1937 года — Ключёвка Бугульминского района). Во время коллективизации их раскулачили, и, спасаясь от голода, они уехали в Узбекистан. Отец занимался там садоводством и вновь был раскулачен.
Окончив 7 классов, пошёл работать учеником монтёра на хлопкоочистительный завод в Намангане. Поступил в сельскохозяйственный техникум по специальности «технические культуры». В 1943 году 4 месяца учился в истребительно-противотанковом артиллерийском училище в Фергане, после чего сразу участвовал в Курской битве. В 1945 году демобилизован и комиссован инвалидом второй группы.
Вскоре получил диплом об окончании сельскохозяйственного техникума, работал агрономом в колхозе, агрономом райземотдела. Поступил на заочное отделение в Алма-Атинский сельскохозяйственный институт. Окончив институт, бросил свою прежнюю работу и в 1950 году поступил в Алма-Атинский университет на филологический факультет, который окончил в 1957 году.
Писательскую деятельность начал с книги стихов, опубликованной в 1956 году.
Внимание читателей привлёк к себе роман о Курской битве «Танки идут ромбом» (1963).
В 1963 году приглашён на работу в аппарат СП СССР в Москве, в 1967 году был назначен первым заместителем главного редактора журнала «Знамя», в 1973 году возглавил журнал «Октябрь» и руководил им до последних дней жизни.
В 1980-х годах входил в редакционную коллегию героико-патриотического литературно-художественного альманаха «Подвиг».
В 1993 году подписал «Письмо сорока двух».
В. Казак отмечает «извилистое повествование» и «тяжеловесный стиль» прозы Ананьева.
А. А. Ананьев умер 7 декабря 2001 года. Похоронен в Москве на Троекуровском кладбище.

## Награды и премии
- Почётная грамота Московской Городской Думы (14 июля 2000) — за многолетнюю плодотворную деятельность в области литературы, отстаивание демократических принципов и независимости печати и в связи с 75-летием со дня рождения[2]
- Орден «За заслуги перед Отечеством» III степени (17 июля 1995) — за большие заслуги в литературной и общественно-публицистической деятельности[3]
- Орден Отечественной войны I степени (11 марта 1985)
- Герой Социалистического Труда (16 ноября 1984)
- Орден Ленина (16 ноября 1984)
- Орден Октябрьской Революции (2 июня 1981)
- Государственная премия РСФСР имени М. Горького (1978) — за роман «Вёрсты любви» (1971)
- Орден Трудового Красного Замени (17 июля 1975)
- Серебряная медаль имени Александра Фадеева (1972)
- Орден Трудового Красного Замени (9 сентября 1971)
- Орден «Знак Почёта» (28 октября 1967)
- Медаль «За трудовое отличие» (3 января 1959) — за выдающиеся заслуги в развитии казахского искусства и литературы и в связи с декадой казахского искусства и литературы в гор. Москве
- Орден Отечественной войны II степени (5 февраля 1944)
- Медаль «За отвагу»
- Медали

## Книги
- Собрание сочинений в 4 томах. — М., 1984—1985
- Избранные произведения в 2 томах. — М., 1977
- Верненские рассказы. — Алма-Ата, 1958
- Малый заслон. — Алма-Ата, 1959
- Жерновцы. — Алма-Ата, 1962
- Танки идут ромбом. — М., 1963
- Малый заслон (1964)
- Козыри монаха Григория. — М.: Воениздат, 1964
- После войны. — М.: Воениздат, 1969
- Межа. — М.: Советский писатель, 1970
- Версты любви (1972)
- Забыть нельзя. Роман, повесть и рассказы (1972)
- Главная дорога. — М.: Советская Россия, 1978
- Перевалы. — М., 1980
- Напоминание старых истин. — М., 1982
- Годы без войны (1977—1978)
- Скрижали и колокола. — М.: Современник, 1990
- Лики бессмертной власти. — М.: Новости, 1993
- Призвание Рюриковичей. — М., 1996
- Собрание сочинений в 8 т. (1995—1998)